# مميزة أويلر
في الرياضيات، وبالتحديد في الطوبولوجيا الجبرية، مميزة أويلر (أو مميزة أويلر-بوانكاريه) هي ثابتة طوبولوجية. هي عدد يصف شكل فضاء طوبولوجي أو بنيته، بعض النظر إلى الكيفية التي طُوي به هذا الفضاء الطوبولوجي.

## متعدد الأوجه
عرفت مميزة أويلر بصفة اعتيادية بالنسبة لمتعدد الوجوه كما يلي:
{\displaystyle \chi =V-E+F\,\!}
حيث V وE وF هي على التوالي عدد الرؤوس وعدد الأضلع وعدد الوجوه لمتعدد الوجوه.

### برهان صيغة أويلر
هناك عدة براهين لصيغة أويلر، أحدها أعطي من طرف عالم الرياضيات الفرنسي أوغستين لوي كوشي عام 1811.

## أمثلة
| الاسم                                           | الصورة | مميزة أويلر   |
| ----------------------------------------------- | ------ | ------------- |
| المجال                                          |        | 1             |
| الدائرة                                         |        | 0             |
| القرص                                           |        | 1             |
| كرة                                             |        | 2             |
| طارة (Product of two circles)                   |        | 0             |
| Double torus                                    |        | −2            |
| Triple torus                                    |        | −4            |
| Real projective plane                           |        | 1             |
| شريط موبيوس                                     |        | 0             |
| زجاجة كلاين                                     |        | 0             |
| كرتان (غير متصلتين) (اتحاد لكرتين منفصلتين)     |        | 2 + 2 = 4     |
| ثلاث كرات (غير متصلة) (اتحاد لثلاث كرات منفصلة) |        | 2 + 2 + 2 = 6 |

يسمى كل متعدد سطوح مجسما مؤلفا من سطوح مستويه واضلاع مستقيمه ورؤوس، مثل المكعب أو رباعى الأوجه، ويحقق كل من المكعب ورباعى الاوجه، مثل جميع متعددات الوجوه التقليدية مساواة أولر:f-a+s=2، حيث f عدد الأوجه، وa عدد الأضلاع، وs عددالرؤوس في متعدد الوجوه ففى حالة المكعب مثلا 6-12+8=2 وفي حالة رباعى الوجوه 4-6+4=2.